# Tècnica normativa
La tècnica normativa o tècnica legislativa és la disciplina que estudia la composició i redacció de les lleis i altres disposicions normatives, amb la finalitat d'aconseguir un ordenament jurídic coherent i que garanteixi la seguretat jurídica.

## Catalunya
El Departament de Presidència de la Generalitat de Catalunya, mitjançant l' Àrea de Millora de la Regulació, és l'encarregat de vetllar per la qualitat normativa, d'elaborar i difondre directrius i d'analitzar l'impacte de les normes catalanes.
D'altra banda, a l'actualment desapareguda Oficina de Qualitat Normativa del Parlament de Catalunya li corresponien funcions relacionades amb la qualitat de les lleis aprovades pel Parlament.

## Espanya
A nivell estatal, el Consell de Ministres va aprovar el 2005 una resolució amb les directrius de tècnica normativa que hauran d'aplicar els òrgans de l'Administració General de l'Estat.
Algunes comunitats autònomes, també, han desenvolupat els seus propis criteris i directrius: Andalusia, Aragó, Astúries, Balears, Canàries, Castella i Lleó, País Basc i País Valencià; mentre que d'altres han adoptat les directrius de l'Administració general de l'Estat.

## Unió Europea
La Unió Europea, per la seva part, mitjançant el pla d'acció Legislar Mejor i el programa Smart Regulation s'afegeix a la voluntat de millorar la qualitat de les normes i convida al conjunt de les institucions i dels Estats membres a actuar per simplificar el marc regulatori.

## Altres
En general, bona part de governs i parlaments tenen cura de la qualitat de la normativa que aproven i publiquen les seves pròpies directrius de tècnica normativa. En alguns casos, com ara les regions italianes han adoptat un manual conjunt per a totes les administracions implicades.
Així mateix, d'altres organitzacions internacionals, com ara l'OCDE realitzen i publiquen informes relacionats amb les polítiques de millora de la regulació i fan recomanacions per aconseguir millor resultats econòmics i socials mitjançant una bona política regulatòria.